# Niels Erik Wille
Niels Erik Wille (født 27. april 1942 i København) er cand.mag. i dansk og filosofi fra Københavns Universitet. 
Wille var med til at oprette  Roskilde Universitetscenter  i 1970-71 og var den først ansatte ved det Humanistiske Hovedområde; tilknyttet den Humanistiske Basisuddannelse og fra 1977 overbygningsuddannelsen i Kommunikation. Var i 1986-96 ansat ved Rigsbibliotekarembedet/Statens Bibliotekstjeneste og repræsenterede bibliotekerne i udvalget til revision af Lov om ophavsret. Vendte i 1996 tilbage til RUC og var med til at oprette faget Performance-design som optog de første studerende i september 2004.[kilde mangler]
Wille har skrevet tekster til flere af Burnin Red Ivanhoes sange.
Af længere artikler Wille har skrevet er "Introduktion til pragmatik og pragmatisk analyse".

## Ekstern henvisning
- Niels Erik Wille Arkiveret 19. marts 2019 hos  Wayback Machine på new-info.dk